# Атхуман, Суле Сойлихи
Суле Сойлихи Атхуман (араб. سول سويليهي أثومان‎; род. 30 марта 1991) — коморский пловец. Участник летних Олимпийских игр 2016 года.

## Биография
Суле Сойлихи Атхуман родился 30 марта 1991 года.
В 2015 году участвовал в летней Универсиаде в Кванджу. На дистанции 50 метров вольным стилем занял 71-е место, на дистанции 100 метров вольным стилем — 70-е.
В том же году дебютировал на чемпионате мира в Казани, где занял 97-е место на 50-метровке вольным стилем (27,34 секунды) и 113-е на 100-метровке вольным стилем (1 минута 3,09 секунды).
В 2016 году вошёл в состав сборной Комор на летних Олимпийских играх в Рио-де-Жанейро. На дистанции 50 метров вольным стилем занял в квалификации 76-е место с результатом 27,31, уступив 5,30 секунды худшему из попавших в полуфинал Синри Сиоуре из Японии. Был знаменосцем сборной Комор на церемонии закрытия Олимпиады.
В том же году был заявлен на участие в чемпионате мира по плаванию на короткой воде в Виндзоре, но не вышел на старт.
В 2017 году участвовал в чемпионате мира в Будапеште. На 50-метровке брассом занял 78-е место (36,61), на той же дистанции баттерфляем — 79-е (30,53).